# Q (émulateur)
Pour les articles homonymes, voir Q.
 (juillet 2018).
Si vous disposez d'ouvrages ou d'articles de référence ou si vous connaissez des sites web de qualité traitant du thème abordé ici, merci de compléter l'article en donnant les références utiles à sa vérifiabilité et en les liant à la section « Notes et références ».
Q est un émulateur pour Mac OS X. La première version du logiciel a été réalisée par Mike Kronenberg. Ce logiciel est basé sur QEMU. Q utilise Cocoa et autres technologies d'Apple tels que Core Image et Core Audio.
Q peut être utilisé pour émuler les systèmes d'exploitation tel que Windows, et d'autres pour processeur x86.
Q est un logiciel libre et gratuit et est disponible en format Universal Binary, ce qui lui permet de fonctionner sur le processeurs PowerPC et Intel.